# Michal Batory
 (juin 2025).
Si vous disposez d'ouvrages ou d'articles de référence ou si vous connaissez des sites web de qualité traitant du thème abordé ici, merci de compléter l'article en donnant les références utiles à sa vérifiabilité et en les liant à la section « Notes et références ».
Michał Batory est un graphiste né à Łódź en Pologne le 25 août 1959 surtout connu pour son travail sur les affiches. Il s'installe à Paris à la fin des années 1980 et travaille pour le Théâtre national de Chaillot, le Théâtre national de la Colline ou encore pour l'IRCAM (Institut de Recherche et Coordination Acoustique/Musique) et la collection Signature/Radio France..

## Biographie
Après l'école primaire, il réussit le concours pour entrer au lycée d'art où il suit une formation artistique sur cinq années. En 1979, après avoir obtenu le Baccalauréat, il passe le concours de l'École nationale des Arts plastiques de Lodz où il fut pris du premier coup malgré la difficulté de l'épreuve.
Pendant trois ans, il suit une formation de tronc commun à laquelle s’enchaînent deux années de spécialisation pendant lesquelles il choisit la spécialité graphisme. Pendant sa jeunesse, il est profondément marqué par les affiches dans la rue, qui pour lui étaient les seules taches de couleurs qui égayaient les rues. C'est en décryptant ces affiches, qui cherchaient des codes afin de tromper la censure, que Michał Batory trouve sa vocation d'affichiste.
Il reçoit en 1986, après toutes ses années d'études, son diplôme de graphisme sur un projet d'affiches pour le festival de jazz de Varsovie. Grâce à son diplôme, il obtient une bourse du Ministère de la Culture et de l’Art pour les jeunes artistes qui lui permet de partir pour la France et de s'installer à Paris en septembre 1987.
Après plusieurs petits boulots dans des agences de graphisme à Paris, il intègre le studio de Laurence Madrelle dans lequel il mettra en pratique sa formation, apprendra à travailler en équipe et à se servir d'un ordinateur, passant alors au stade professionnel. En 1993 il remporte le concours de la Cité des Sciences et de l'industrie de la Villette pour réaliser la scénographie de l'exposition « Le Fil d'argent » qui lui coûtera six mois de travail. Ce projet lui ouvre les portes du Théâtre national de la Colline notamment en faisant la connaissance du directeur du théâtre. En 1998, le théâtre se sépare de son directeur et de son affichiste, c'est alors que Michał Batory travaille pour l'IRCAM et l'EIC pour lesquels il concevra des journaux, le magazine Résonance et des pochettes de disques. Un énorme travail l'attend, ainsi que beaucoup d'affiches où il va pouvoir affirmer son style et sa personnalité.

## Réalisations
- 1994 : Réalisation du graphisme de l’exposition  " Le fil d’argent ", Cité des Sciences et de l’Industrie de la Villette, (Paris).

- 1994 – 1997 : Création de la ligne graphique d'affiches pour le Théâtre national de la Colline. (Paris)

- 1995 : Réalisation du graphisme de l’exposition " Espace ", Cité des Sciences et de l’Industrie de la Villette, (Paris), ainsi que de plusieurs brochures pour le Centre Georges-Pompidou, (Paris)

- 1995 : Réalisation de l'ouvrage " Le guide des métiers, jeunesse " pour les éditions Larousse.

- 1995 : Début de sa collaboration avec la maison d’édition Drzewo Babel, Varsovie (Pologne).

- 1996 : Création de la ligne graphique (affiches, publications, CD) de l’IRCAM et l’EIC.

- 1996 : Création du livre " Lire l’IRCAM ".

- 1997 : Réalisation du graphisme et de la communication visuelle de l’exposition " Nouvelle image, nouveaux réseaux ", Cité des Sciences et de l’Industrie de la Villette, (Paris), de la  communication visuelle de l’exposition " Courriers distingués " au musée de la Poste, (Paris), et de l’exposition " La Serre, jardin du futur " à la Cité des Sciences et de l’Industrie, (Paris).

- 1998 : Réalisation de la ligne graphique (affiches, éditions) du Festival " Agora 1998 ", IRCAM / Théâtre des Bouffes du Nord, (Paris).

- 1999 : Réalisation du graphisme de l’exposition " La Page ", BNF, (Paris).

- 1999 : Réalisation de la ligne graphique de la manifestation " Changement du Temps " de la CNMHS, (Paris), ainsi que celle pour le Festival de Marne.

- 2000 : Réalisation du graphisme de l’exposition " 100 ans du Métro " et sa ligne graphique (affiches, éditions), (Paris).

- 2000 : Réalisation de la communication visuelle (affiche, invitation) de l’exposition " Nature vive ", MNHN (Paris).

- 2001 : Création de trois collections de CD pour Radio France.

- 2001 – 2003 : Affiches pour  l’Arsenal, (Metz).

- 2001 – 2008 : Création de la ligne graphique (affiches, éditions) pour le Théâtre national de Chaillot, (Paris).

- 2002 : Réalisation du graphisme de l’exposition " Victor Hugo, promeneur du Luxembourg ", Senat/BNF, (Paris).

- 2004 : Réalisation du livre  " Photos clic et pigeon vole ! ", éditions Dessain et Tolra, ainsi que du livre " 150 ans de Publicité " pour l’UCAD.

- 2005 : Création de la ligne graphique pour CDA95, (Enghien-les-Bains).

- 2006 : Création de la ligne graphique pour le Forum les Halles, (Paris).

## Expositions

### Expositions individuelles
- 1991 : Mévoire, galerie Philippe Gand, Paris.

- 1999 : Galerie Typografica, Bruxelles.

- 2000 : Université Paris X, Nanterre.

- 2004 : 
  - FNAC St-Lazare, Paris.
  - Galerie Anatome

- 2005 : 
  - Musée de l’affiche de Wilanow, Varsovie, Pologne.
  - Université Pékin et Chonching, Chine.
  - Centre culturel de Douarnenez.

- 2006 : 
  - Université Laval, Québec, Canada.
  - Médiathèque d’Enghien-les-Bains.

- 2008 : Uliczna Galeria Obrazu UGO / VENA, Piotrkowska Street, Lodz, Poland.

- 2011 : Michal Batory, artisan de l'affiche, Musée des arts décoratifs de Paris.

- 2020 : RETROPERSPEKTYWA, Alliance Française de Lodz en coopération avec le Muzeum Fabryki, la Galerie Municipale Re:Medium et la Galerie Ultramaryna. Du fait de l'épidémie de Corona Virus, l'exposition s'est principalement déroulée en ligne.

### Expositions collectives
- 1993 : 
  - Caractères à la française, travaux d’édition, Glasgow, Grande-Bretagne
  - 70 affiches pour le droit à la dignité des prisonniers ordinaires, Centre Georges Pompidou, Paris.

- 1994 : La paix après Hiroshima, organisée par Le Mouvement pour la Paix, France, Japon, Suisse, États-Unis.

- 1996 : Graphistes Français, exposition itinérante en Pologne autour de la Biennale de l’affiche, Varsovie, Cracovie, Lodz, Wroclaw, Poznań.

- 1997 : 
  - VIIIe Salon de l’affiche, musée de l’Affiche de Wilanów, Varsovie, Pologne.
  - Esprit de suite, BNF, Paris.

- 1998 : 100 ans de Bertolt Brecht, Berliner Ensemble, Berlin, Allemagne.

- 2001 : 
  - 20 affiches pour la 20e Fête de la Musique, Centre Georges Pompidou, Paris.
  - 100 ans de Toulouse-Lautrec, Centre Georges Pompidou, Paris.
  - Graphisme, BNF, Paris.

- 2007 : International Poster Triennial Sofia, Bulgarie.

- 2011 : Graphisme et création contemporaine, BNF, Paris.

## Prix
- 1996 : Prix du public pour l’affiche « La Femme sur le lit », (Festival de l’affiche, Chaumont (Haute-Marne)).

- 1998 : 
  - IIIe prix au concours « L’enfance n’est pas un jeu d’enfant », Musée de l’affiche, Essen, Allemagne
  - Ier Grand Prix national de l’affiche culturelle, France.

- 1999 : IIe prix au Festival international de l’affiche, Chaumont.

- 2001 : IIIe prix à l'International Poster Triennal, Sophia, Bulgarie.

- 2004 : 1er prix au Festival international de l’affiche de Chaumont, pour l’affiche « PowerBook »

- 2008 : 
  - Médaille d’argent à la Biennale internationale de l'affiche, Chicago, États-Unis.
  - IIIe prix à la Biennale internationale de l'affiche, Mexique.